# Temporada 2019-20 de la NBA G League
La Temporada 2019-20 de la NBA Development League, conocida por motivos de patrocinio como NBA G League es la decimonovena temporada de la NBA D-League, la liga de desarrollo de la NBA. Toman parte 27 equipos, uno más que en la temporada 2018-19, configurándose seis divisiones, Atlántico, Central, Sureste, Medio Este, Suroeste y Pacífico, disputando una fase regular de 50 partidos cada uno. Es la tercera edición que cambió de denominación debido al patrocinio de Gatorade.
Debido a la pandemia de coronavirus, la competición se paralizó en marzo de 2020. El 4 de junio se anunció que la competición quedaba definitivamente suspendida.

## Novedades
La liga se expandió con un nuevo equipo, los Erie BayHawks, propiedad de los New Orleans Pelicans, que se hacían con la antigua denominación del equipo que pasó a convertirse a partir de esta temporada en los College Park Skyhawks, siendo propiedad de los Atlanta Hawks. El plan de los nuevos BayHawks es trasladarse en 2022 a Birmingham, Alabama.

## Temporada regular
Actualizado a 4 de marzo de 2020.
x – clasificado para playoffs; y – Campeón de División; z – Campeón de conferencia
| Equipo (afiliado)         | G  | P  | PCT  | PD   | Casa | Fuera |
| ------------------------- | -- | -- | ---- | ---- | ---- | ----- |
| Maine Red Claws (BOS)     | 28 | 11 | .718 | 0    | 14-4 | 14-7  |
| Delaware Blue Coats (PHI) | 21 | 18 | .538 | 7    | 9-11 | 12-7  |
| Raptors 905 (TOR)         | 19 | 21 | .475 | 9.5  | 9-8  | 10-13 |
| Long Island Nets (BKN)    | 18 | 21 | .462 | 10   | 9-12 | 9-9   |
| Westchester Knicks (NYK)  | 17 | 23 | .425 | 11.5 | 7-13 | 10-10 |

| Equipo (afiliado)         | G  | P  | PCT  | PD   | Casa | Fuera |
| ------------------------- | -- | -- | ---- | ---- | ---- | ----- |
| Wisconsin Herd (MIL)      | 31 | 10 | .756 | 0    | 14-7 | 17-3  |
| Canton Charge (CLE)       | 28 | 13 | .683 | 3    | 20-4 | 8-9   |
| Grand Rapids Drive (DET)  | 24 | 16 | .600 | 6.5  | 12-6 | 12-10 |
| Fort Wayne Mad Ants (IND) | 18 | 22 | .450 | 12.5 | 14-8 | 4-14  |
| Windy City Bulls (CHI)    | 16 | 24 | .400 | 14.5 | 7-11 | 9-13  |

| Equipo (afiliado)           | G  | P  | PCT  | PD   | Casa  | Fuera |
| --------------------------- | -- | -- | ---- | ---- | ----- | ----- |
| Lakeland Magic (ORL)        | 22 | 17 | .564 | 0    | 10-11 | 12-6  |
| Capital City Go-Go (WAS)    | 21 | 20 | .512 | 2    | 14-7  | 7-13  |
| College Park Skyhawks (ATL) | 20 | 20 | .500 | 2.5  | 9-10  | 11-10 |
| Erie BayHawks (NOP)         | 11 | 29 | .275 | 11.5 | 6-12  | 5-17  |
| Greensboro Swarm (CHA)      | 8  | 33 | .195 | 15   | 4-17  | 4-16  |

| Equipo (afiliado)          | G  | P  | PCT  | PD  | Casa  | Fuera |
| -------------------------- | -- | -- | ---- | --- | ----- | ----- |
| Memphis Hustle (MEM)       | 26 | 13 | .667 | 0   | 14-7  | 12-6  |
| Oklahoma City Blue (OKC)   | 19 | 19 | .500 | 6.5 | 11-10 | 8-9   |
| Sioux Falls Skyforce (MIA) | 20 | 20 | .500 | 6.5 | 13-7  | 7-13  |
| Iowa Wolves (MIN)          | 17 | 22 | .436 | 9   | 10-12 | 7-10  |

| Equipo (afiliado)            | G  | P  | PCT  | PD   | Casa | Fuera |
| ---------------------------- | -- | -- | ---- | ---- | ---- | ----- |
| Stockton Kings (SAC)         | 22 | 18 | .550 | 0    | 10-8 | 12-10 |
| Santa Cruz Warriors (GSW)    | 20 | 19 | .513 | 1.5  | 8-12 | 12-7  |
| Agua Caliente Clippers (LAC) | 20 | 21 | .488 | 2.5  | 10-9 | 10-12 |
| South Bay Lakers (LAL)       | 17 | 23 | .425 | 5    | 11-6 | 6-17  |
| Northern Arizona Suns (PHX)  | 8  | 31 | .205 | 13.5 | 3-17 | 5-14  |

| Equipo (afiliado)              | G  | P  | PCT  | PD   | Casa  | Fuera |
| ------------------------------ | -- | -- | ---- | ---- | ----- | ----- |
| Salt Lake City Stars (UTA)     | 28 | 12 | .700 | 0    | 15-6  | 13-6  |
| Austin Spurs (SAS)             | 22 | 17 | .564 | 5.5  | 11-9  | 11-8  |
| Texas Legends (DAL)            | 23 | 18 | .561 | 5.5  | 12-11 | 11-7  |
| Rio Grande Valley Vipers (HOU) | 13 | 26 | .333 | 14.5 | 4-12  | 9-14  |